# Felipe de Nemours
Felipe de Saboya, duque de Nemours (1490 - 25 de noviembre de 1533) fue un noble francés. Era hijo del duque Felipe II de Saboya, y su segunda esposa Claudina de Brosse. Era un medio hermano de Luisa de Saboya, la madre de Francisco I de Francia. Fue el fundador de la rama Nemours de la casa de Saboya, que finalmente se estableció en Francia.
Originalmente destinado para el sacerdocio, se le dio el obispado de Ginebra a la edad de cinco años, pero renunció en 1510, cuando se convirtió en conde de Ginebra. Sirvió a  Luis XII, con quien estuvo presente en la batalla de Agnadello (1509), al emperador Carlos V en 1520, y finalmente a su sobrino, Francisco I.
En 1528 Francisco le dio el ducado de Nemours y se casó con Carlota de Orleans, hija de  Luis de Orléans, duque de Longueville. Tuvieron dos hijos:
- Juana, quien se casó con Nicolás de Mercoeur como su segunda esposa, y tuvo 6 hijos con él, y
- Jacobo de Saboya-Nemours